# Andrés Giménez
Héctor Andrés Giménez Gramajo (Ituzaingó, 27 de abril de 1967) es un músico argentino, líder del trío de metal alternativo A.N.I.M.A.L., conjunto que volvió a la actividad después de diez años de separación.

## Trayectoria

### A.N.I.M.A.L.
Originario de Ituzaingó, comenzó su carrera con la banda Beso Negro a mediados de los 80s, editando dos discos que iban desde post punk, el new wave hasta el hard rock, hoy considerada una banda de culto. Luego, en los 90s fue miembro fundador de A.N.I.M.A.L. -único miembro presente en todas las formaciones- junto a Aníbal Alo y Marcelo Corvalán.
Lanzó diez discos con A.N.I.M.A.L. y participó de giras por toda Latinoamérica, Centroamérica y Estados Unidos.
Luego de una prolífica carrera junto a la banda, deciden separarse en febrero del año 2006. El 2 de marzo de 2015 volvió al ruedo junto con Cristian Lapolla y Marcelo Castro, presentándose el 29 de mayo en el Teatro Vorterix en lo que sería su primer show de regreso.

### D-Mente
Cuando se disolvió A.N.I.M.A.L. en febrero del 2006, Giménez decidió formar una banda de rock, con un sonido más parecido al primer disco de A.N.I.M.A.L. y la llamó D-Mente.
Para esto se juntó con el guitarrista Lisardo Álvarez y el baterista Marcelo Baraj, ambos ex Totuss Tos y Cristian Cocchiararo en el bajo.
El nombre de la banda proviene del sobrenombre de Andrés, al que desde hace mucho tiempo llaman "demente", pero como este nombre ya estaba registrado utilizó el juego de palabras Devil Mente (D-Mente, Devil por diablo en inglés pero fonéticamente podría ser interpretado como Débilmente). Esta banda ha editado hasta la actualidad un total de cinco trabajos discográficos.

### De la Tierra
En el año 2013 Andrés Giménez fundó un grupo multinacional llamado De la Tierra, junto con Flavio Cianciarulo, bajista de Los Fabulosos Cadillacs, Álex González baterista de Maná y Andreas Kisser guitarrista de Sepultura. La idea surgió en el 2004 por Giménez y González, y fue hasta el 2012 que Cianciarulo y Kisser se unieron al proyecto. Andreas Kisser fue quien propuso el nombre "De la Tierra".
Desde 2015, trabaja a tiempo completo con A.N.I.M.A.L. y De la Tierra.

## Discografía

### Con Beso Negro
- Beso negro (1989)
- El beso de la muerte (1991)

### Con A.N.I.M.A.L.
- Acosados Nuestros Indios Murieron Al Luchar (1993)
- Fin de un mundo enfermo (1994)
- El nuevo camino del hombre (1996)
- Poder latino (1998)
- Usa toda tu fuerza (1999)
- Animal 6 (2001)
- Combativo (2004)
- Vivo en Red House (2016)
- Una razón para seguir (2018)
- Intimo Extremo (2022)
- Legado (2025)

### Con D-Mente
- D-Mente (2007)
- Valiente eternidad (2008)
- Un León D-mente (2009), junto a León Gieco
- Morir para nacer (2009), incluye DVD
- No es el premio ganar sin saber lo que fue perder (2011)

### Con De la Tierra
- De la Tierra (2014)
- De la Tierra II (2016)
- De la Tierra III (2023)

## Colaboraciones con otros artistas
- 1999: Un asado en Abbey Road (Kapanga) - Voz en el tema "Indultados"
- 2006: Escúchame entre el ruido Vol. 2 (Lito Vitale) - Voz en el tema "La Balada del Diablo y la Muerte"
- 2013: Rock podrido (Mastifal) - Voz en el tema "Imágenes Paganas" y "Que sea Rock!"